# شهرستان آدامز (نبراسکا)
شهرستان آدامز، نبراسکا (به انگلیسی: Adams County, Nebraska) یک سکونتگاه مسکونی در ایالات متحده آمریکا است که در نبراسکا واقع شده‌است.

## خصوصیات
شهرستان آدامز ۱٬۴۶۰٫۷۶ کیلومترمربع مساحت دارد.